# 乌江副鳅
乌江副鳅（学名：Paracobitis wujiangensis）为條鳅科副鳅属的鱼类。在中国，分布于金佛山等。该物种的模式产地在南川。